# 东北六镇
东北六镇是朝鲜王朝在图们江南岸设立的6个军镇。是朝鲜扩张的重要据点。

## 背景
1107年，高丽尹瓘率1.7万部队攻打女真取胜，在朝鲜半岛东北部修建了东北九城（咸州、英州、雄州、吉州、福州、宜州及通泰、平戎、公崄），立公崄镇定界碑，宣布此地为高丽领土。1109年乌雅束率女真军收复失地，捣毁公崄镇定界碑。但高丽仍宣布对此拥有主权。
1388年，明朝军队攻入东北，准备模仿元朝在朝鲜半岛设立双城总管府的模式，设立铁岭卫，高丽抗拒。朝鲜王朝取代高丽后，称公嶮鎭迤南全部属于朝鲜。明朝于1393年将铁岭卫置在辽东境内，默认了朝鲜对此地区的统属。1403年，朝鲜北部女真人上奏明廷，说“咸州（今朝鲜咸镜南道咸兴）迤北，古为辽、金之地”，明成祖因而降敕与朝鲜，索要这一带的“十处人民”（主要为女真人）。朝鲜则以明太祖默许地归本国为辞，称女真人“来居本国地面，年代已久，……且与本国人民交相婚嫁，生长子孙”，请求“令本国管辖如旧”。明成祖表示“朝鲜之地，亦朕度内，朕何争焉”，同意将铁岭以北，公崄镇（今朝鲜咸镜北道吉州）以南的“十处人民”让给朝鲜。

## 过程
朝鲜诱杀把儿逊后，不敌女真部落的报复，1410年将庆源府（경원부）移于镜城，“兵马使无与守者，遂罢其镇”。1433年朝鲜世宗发动婆猪江战斗，将鸭绿江、图们江南的女真人据点全部摧毁。。猛哥帖木儿遇害后，建州女真实力削弱，1434年朝鲜将庆源府北移至苏多老；将原置于石幕的宁北镇移至伯颜愁所，后又移至阿木河(斡木河) ，置会宁镇（회령진）。1435年，朝鲜在伯颜愁所的宁北镇设设立钟城郡(종성군)，以镇节使兼知郡事，后该郡移愁州，升都护府。1437年，于孔州置庆兴郡（경흥군），后升都护府。1440年，于多稳置稳城郡（온성군），“迁庆源及吉州以南，安边以北各官户实之”，翌年升都护府。1449 年，朝鲜于石幕增设富宁镇（부령진）。 
朝鲜在图们江中下游南岸地区共置六镇，合称东北六镇。朝鲜招募民夫修筑邑城、设置镇堡。沿图们江，从会宁的秃山烟台起，直至庆源训戎镇修筑了数百里长城和数十个城堡，奖励移民，动员南部農業人口向六镇迁移，彻底有效支配图们江南岸地区，图们江随之成为中、朝两国东段边界的界河。“新设四邑，我祖宗肇基之地，以豆满江为界......豆满江，天所以限彼我也。”
日本学者和田清认为：“咸镜道地方，原系元朝领土为朝鲜逐渐吞并，特别是咸北，更是在明朝以后才悄悄蚕食的。”朝鲜大臣韩亨允向朝鲜中宗表示：“咸镜道本非我地, 而於前朝避役之民, 皆归其地矣。 至我世宗朝, 始设六鎭, 而野人愿托以生焉。"朝鲜大臣特进官尹熙平也向中宗表示：“咸镜道本非我国地也。”